# Irkut Corporation
Tập đoàn JSC Irkut Corporation (Bản mẫu:MICEX-RTS) (tiếng Nga: Иркут) là một nhà sản xuất máy bay của Nga, có trụ sở đặt tại quận Aeroport,  in the Aeroport District, Northern Administrative Okrug, Moskva, và được biết đến nhiều nhất dưới vai trò là nhà chế tạo dòng máy bay tiêm kích/cường kích hạng nặng Sukhoi Su-30. Công ty được thành lập từ năm 1932 tại  Transbaikal thuộc Liên Bang Xô Viết, dưới cái tên Nhà máy hàng không Irkutsk (IAP). Chính phủ Nga đã sáp nhập công ty Irkut với Mikoyan, Ilyushin, Sukhoi, Tupolev, và Yakovlev để thành lập nên Tập đoàn sản xuất máy bay thống nhất.

## Lịch sử

### Thời kỳ Liên Xô (1932–1993)
Ngày 28 tháng Ba năm 1932, Nhà máy hàng không Irkutsk (IAP) được thành lập theo sắc lệnh số 181 của Bộ công nghiệp nặng Liên Xô. Ngày 18 tháng Tám năm 1934, viện thiết kế mới của nhà máy được quyết định thành lập. Máy bay đầu tiên được chế tạo bởi IAP là chiếc Tupolev I-14, với chuyến bay đầu tiên vào ngày 16 tháng Hai năm 1935. Sau đó nhà máy bắt đầu sản xuất số lượng lớn máy bay ném bom Tupolev SB vào mùa xuân năm 1936. Tháng Bảy năm 1941, Nhà  máy bắt đầu chuyển giao máy bay ném bom bổ nhào Petlyakov Pe-2. Từ năm 1942, IAP bắt đầu sản xuất máy bay ném bom tầm xa Ilyushin Il-4 và Yermolayev Yer-2 cho đến khi chiến tranh kết thúc. Từ năm 1946, nhà máy Irkutsk bắt đầu sản xuất máy bay ném bom chiến thuật Tupolev Tu-2 cho đến năm 1949. Từ năm 1950, Nhà máy sản xuất số lượng lớn máy bay ném bom Tupolev Tu-14 và Ilyushin Il-28 cho đến năm 1956. Năm 1957, nhà máy hàng không Irkutsk IAP nâng cấp công nghệ và bắt đầu chế tạo máy bay vận tải quân sự Antonov An-12. Từ năm 1960, nhà máy bắt đầu sản xuất máy bay ném bom siêu âm/trinh sát Yakovlev Yak-28 cho đến năm 1972. Từ 1967, nhà máy sản xuất máy bay vận tải quân sự Antonov An-24 cho đến năm 1971. Từ năm 1970, nhà máy sản xuất số lượng lớn máy bay tiêm kích bom Mikoyan MiG-23UB và Mikoyan MiG-27 cho đến năm 1986. Năm 1982, các chuyên gia từ nhà máy hàng không Irkutsk đã trợ giúp cho Ấn độ sản xuất máy bay Mikoyan MiG-27 theo li xăng tại đất nước này. Máy bay huấn luyện Sukhoi Su-27UB, cũng được chế tạo tại nhà máy hàng không Irkuts, bay thử lần đầu ngày 10 tháng Chín năm 1986. Tiếp theo đó là máy bay tiêm kích Sukhoi Su-30 có chuyến bay thử lần đầu ngày 14 tháng Tám năm 1992.

### Thời kỳ đương đại (1993–nay)
Vào ngày 30 tháng 12 năm 1996, một hợp đồng được ký kết giữa Nhà máy Irkutsk và Lực lượng Không quân Ấn Độ (IAF) về việc cung cấp Sukhoi Su-30MKI cho IAF. Nhà máy phát triển máy bay lưỡng cư Beriev Be-200, bay thử lần đầu ngày 24 tháng 9 năm 1998. Vào ngày 27 tháng 12 năm 2002, Hiệp hội Sản xuất Hàng không Irkutsk đổi tên thành Tập đoàn Irkut. Tập đoàn Irkut trở thành công ty quốc phòng đầu tiên của Nga thực hiện đợt chào bán cổ phiếu lần đầu ra công chúng vào tháng 3 năm 2004. Công ty này giao dịch 23,3% cổ phần của tập đoàn trên thị trường chứng khoán. Cùng năm đó, Tập đoàn Irkut đã tích hợp Phòng thiết kế Yakovlev vào cơ cấu công ty của mình. Ngày 20 tháng 12, Tập đoàn Irkut đã ký hợp đồng với Airbus để sản xuất linh kiện cho dòng máy bay Airbus A320. Năm 2006, Chính phủ Nga đã sáp nhập công ty Irkut với Mikoyan, Ilyushin, Sukhoi, Tupolev, và Yakovlev để thành lập nên Tập đoàn sản xuất máy bay thống nhất.
Irkut cũng đã liên doanh với nhà sản xuất máy bay quân sự Ấn Độ HAL để sản xuất UAC/HAL Il-214 do Ilyushin thiết kế . Vào tháng 7 năm 2007, Tập đoàn Irkut được chọn làm nhà thầu chính cho chương trình máy bay tầm ngắn/tầm trung Irkut MS-21. MS-21 sẽ là máy bay đầu tiên mà Tập đoàn Irkut thiết kế. Việc sản xuất máy bay sẽ bắt đầu vào năm 2014.

### Sáp nhập bộ phận thiết kế máy bay dân dụng Sukhoi vào Tập đoàn Irkut
Vào cuối tháng 11 năm 2018, United Aircraft Corporation đã chuyển bộ phận hàng không dân dụng từ Sukhoi sang Tập đoàn Irkut, để trở thành bộ phận máy bay dân dụng của UAC, khi Leonardo SpA rút lui vào đầu năm 2017 vì hiệu quả tài chính kém của Superjet. Irkut quản lý máy bay thân rộng Superjet 100, MC-21 và máy bay thân rộng CR929 của Nga-Trung, nhưng máy bay phản lực cánh quạt chở khách Il-114 và máy bay thân rộng Ilyushin Il-96-400 hiện đại hóa sẽ ở lại với Ilyushin. Bộ phận thương mại mới cũng sẽ bao gồm Phòng thiết kế Yakovlev, chuyên gia điện tử hàng không UAC—Trung tâm tích hợp và nhà sản xuất vật liệu tổng hợp AeroComposit.

### Đổi tên thành Yakovlev
Vào tháng 8 năm 2023, Irkut đã tự đổi tên thành Yakovlev. Sukhoi Superjet 100 được đổi tên thành SJ-100, và Irkut MC-21 cũng lấy tên Ykovlev.

## Các sản phẩm của Nhà máy hàng không Irkutsk
[[Tập tin:Su30mkm flying at lima two.jpg|thumb|Su-30MKM

### Các sản phẩm được sản xuất
Những sản phẩm này được thiết kế bởi một phòng thiết kế khác trong khi Tập đoàn Irkut và các chi nhánh của nó chịu trách nhiệm sản xuất chúng.
| Máy bay          | Kiểu                        | Mô tả                     | Nhà thiết kế               | Bay thử              | Giới thiệu | Bắt đầu sản xuất  | Kết thúc sản xuất |
| ---------------- | --------------------------- | ------------------------- | -------------------------- | -------------------- | ---------- | ----------------- | ----------------- |
| Tupolev I-14     | Máy bay tiêm kích           |                           | Tupolev                    | 27 tháng 5 năm 1933  | 1935       | 1935              | 1935              |
| Tupolev SB       | Máy bay ném bom hạng trung  |                           | Tupolev                    | 7 tháng 10 năm 1934  | 1936       | Mùa xuân năm 1936 | 1941              |
| Petlyakov Pe-2   | Máy bay ném bom bổ nhào     |                           | Petlyakov                  | 22 tháng 12 năm 1939 | 1941       | 1939              | 1954              |
| Ilyushin Il-4    | Máy bay thả ngư lôi         |                           | Tổ hợp hàng không Ilyushin | 31 tháng 3 năm 1936  | 1942       | 1942              | 1945              |
| Yermolayev Yer-2 | Máy bay ném bom hạng trung  |                           | Phòng thiết kế Yermolayev  | 14 tháng 5 năm 1940  | 1941       | 1942              | 1945              |
| Tupolev Tu-2     | Máy bay ném bom chiến thuật |                           | Tupolev                    |                      |            | 1946              | 1949              |
| Tupolev Tu-14    |                             |                           | Tupolev                    |                      |            | 1950              | 1956              |
| Ilyushin Il-28   |                             |                           | Tổ hợp hàng không Ilyushin |                      |            | 1950              | 1956              |
| Antonov An-12    |                             |                           | Antonov                    |                      |            | 1957              | 1973              |
| Antonov An-24    |                             |                           | Antonov                    |                      |            | 1967              | 1971              |
| Mikoyan MiG-23UB |                             |                           | Mikoyan                    |                      |            | 1970              | 1986              |
| Mikoyan MiG-27   |                             |                           | Mikoyan                    |                      |            | 1970              | 1986              |
| Sukhoi Su-27UB   |                             |                           | Viện thiết kế Sukhoi       | 10 tháng 9 năm 1986  | 1986       | 1986              | –                 |
| Sukhoi Su-30     | Máy bay tiêm kích đa năng   | hai động cơ, hai chỗ ngồi | Viện thiết kế Sukhoi       | 31 December 1989     | 1996       | 1992              | –                 |
| Sukhoi Su-30SM   | Máy bay tiêm kích đa năng   | hai động cơ, hai chỗ ngồi | Viện thiết kế Sukhoi       | 1993                 | 1993       | 1993              | –                 |
| Beriev Be-200    |                             |                           | Beriev                     |                      |            |                   |                   |
| Sukhoi Su-30MK   | Máy bay tiêm kích đa năng   | hai động cơ, hai chỗ ngồi | Sukhoi Design Bureau       | 21 tháng 9 năm 2012  | 2016       | 2012              | –                 |

### Các sản phẩm do Nhà máy thiết kế
| Máy bay          | Kiểu                                                    | Mô tả                                  | Thiết kế                                   | Bay lần đầu         | Giới thiệu            |
| ---------------- | ------------------------------------------------------- | -------------------------------------- | ------------------------------------------ | ------------------- | --------------------- |
| Yakovlev Yak-28  |                                                         |                                        | Phòng thiết kế Yakovlev                    |                     |                       |
| Yakovlev Yak-130 | Máy bay huấn luyện nâng cao, máy bay chiến đấu hạng nhẹ | hai động cơ, hai chỗ ngồi              | Phòng thiết kế Yakovlev                    | 25 tháng 4 năm 1996 | 19 tháng 2 năm 2010   |
| Yakovlev Yak-152 | Máy bay huấn luyện                                      | một động cơ                            | Phòng thiết kế Yakovlev                    | 29 tháng 9 năm 2016 | Kế hoạch cho năm 2017 |
| Irkut MC-21      | Jet airliner                                            | Máy bay thân hẹp, hai động cơ phản lực | Irkut Corporation, phòng thiết kế Yakovlev | 28 tháng 5 năm 2017 | 2022,(dự kiến)        |

### Products of Regional Aircraft
- Superjet 100[9][12][13][14]

## Link ngoài
- Website of Irkut Corporation (bằng tiếng Nga)
- Website of Irkut Corporation (in English)
- YouTube Channel